# Tubulicrinis
Tubulicrinis Donk, Fungus, Wageningen 26: 13 (1956).
Tubulicrinis è un genere di funghi basidiomiceti appartenente alla famiglia Tubulicrinaceae.

## Generi diTubulicrinis
La specie tipo è Tubulicrinis glebulosus (Fr.) Donk, altre specie incluse sono:
- Tubulicrinis calothrix (Pat.) Donk
- Tubulicrinis chaetophora (Höhn.) Donk
- Tubulicrinis gracillimus (Ellis & Everh. ex D.P. Rogers & H.S. Jacks.) G. Cunn.
- Tubulicrinis hamatus (H.S. Jacks.) Donk
- Tubulicrinis medius (Bourdot & Galzin) Oberw.
- Tubulicrinis subulatus (Bourdot & Galzin) Donk